# Hiến chương thành lập tu viện ở Tihany

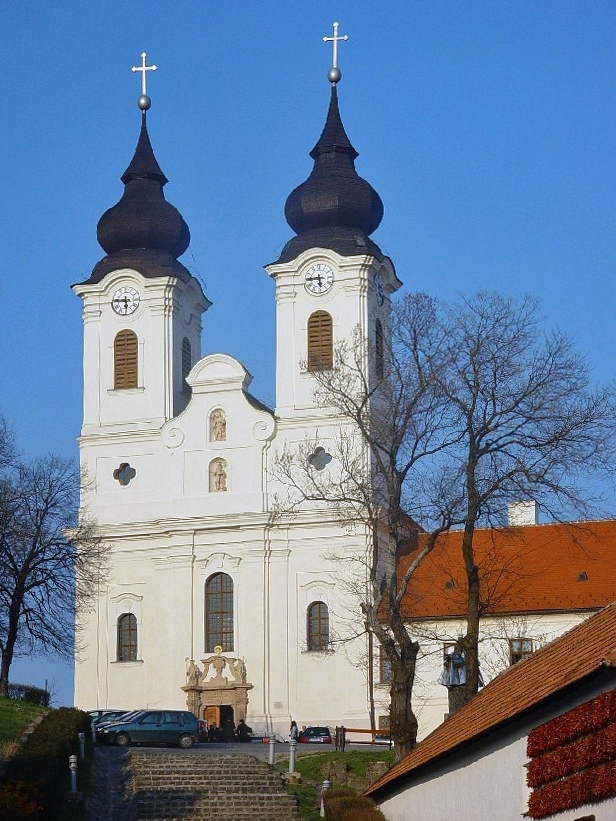
Tu viện tại Tihany được nhắc đến trong hiến chương

Hiến chương thành lập tu viện ở Tihany là một tài liệu được viết bằng tiếng Hungary cổ nhất. Hiến chương có niên đại từ năm 1055, trong đó có nội dung là liệt kê những vùng đất mà nhà vua hiến tặng cho tu viện ở Tihany mới được thành lập. Tài liệu chủ yếu được viết bằng tiếng Latinh nhưng trong đó có chứa một số từ và đoạn diễn đạt bằng tiếng Hungary. Cụ thể đoạn dài nhất được viết bằng tiếng Hungary là feheruuaru rea meneh hodu utu rea (tạm dịch: Trên đường hành quân tiến về Fehérvár).

## Bối cảnh lịch sử

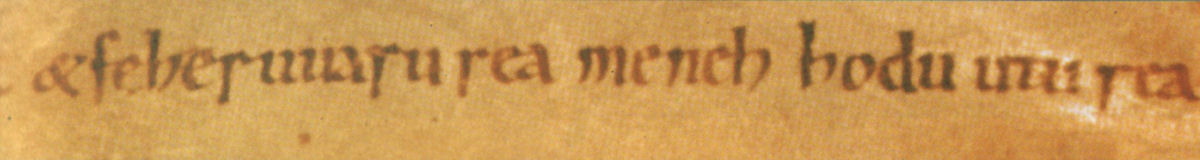
Đoạn tiếng Hungary dài nhất trong hiến chương

Tu viện Dòng Thánh Biển Đức ở Tihany được thành lập bởi vua Andrew I của Hungary và dành để thờ phượng Đức Mẹ Đồng Trinh Maria cùng Đức Giám mục Aignan xứ Orleans. Hiến chương thành lập tu viện ở Tihany có thể được biên soạn bởi Đức Giám mục Nicholas. Theo đó, được sự cho phép của vua Andrew I, tu viện đã được xây trên một ngọn đồi thuộc bán đảo Tihany, gần hồ Balaton để làm nơi ở cho các tu sĩ Dòng Biển Đức. Bản hiến chương được viết trên giấy da bê và hiện đang được lưu giữ tại tu viện Dòng Thánh Biển Đức Thiên niên kỷ Pannonhalma.
Con đường được nhắc đến trong đoạn tiếng Hungary dài nhất trong hiến chương, chắc hẳn là một con đường hành quân có từ thời La Mã và tồn tại đến tận thời kỳ Trung Cổ. Đó là một con đường huyết mạch nối từ Fehérvár về phương nam. Fehérvár ngày nay chính là Székesfehérvár, đây từng là một trong những thành phố trọng điểm nhất của Hungary vào thời Trung Cổ.